# Municipio de Ellendale (Dakota del Norte)
El municipio de Ellendale (en inglés: Ellendale Township) es un municipio ubicado en el condado de Dickey en el estado estadounidense de Dakota del Norte. En el año 2010 tenía una población de 115 habitantes y una densidad poblacional de 1,28 personas por km².

## Geografía
El municipio de Ellendale se encuentra ubicado en las coordenadas 45°58′27″N 98°34′46″O / 45.97417, -98.57944. Según la Oficina del Censo de los Estados Unidos, el municipio tiene una superficie total de 89.49 km², de la cual 89,32 km² corresponden a tierra firme y (0,2 %) 0,18 km² es agua.

## Demografía
Según el censo de 2010, había 115 personas residiendo en el municipio de Ellendale. La densidad de población era de 1,28 hab./km². De los 115 habitantes, el municipio de Ellendale estaba compuesto por el 98,26 % blancos, el 0,87 % eran afroamericanos, el 0,87 % eran asiáticos. Del total de la población el 1,74 % eran hispanos o latinos de cualquier raza.